# Президентские выборы в Чили (1861)
Президентские выборы в Чили проходили 15 июня 1861 года по системе выборщиков. Президентом был единогласно избран Хосе Хоакин Перес, который был единым кандидатом от союза консерваторов и либералов.

## Результаты
| Кандидат          | Партия              | Голоса | %    |
| Хосе Хоакин Перес | консерватор/либерал | 216    | 100% |
| Всего             |                     | 216    | 100% |
| ----------------- | ------------------- | ------ | ---- |